# Ligsziddongajlin chijd
Ligsziddongajlin chijd (mong. Лигсивдунгайлин) – klasztor lamajski w mieście Bulgan w Mongolii. 
Założony w latach 1666–1667 (według Gungaadasza w XVIII w., według mongoliatemples.net w 1682), należał do największych kompleksów klasztornych w Mongolii. Aż do I połowy XX wieku klasztor był rozbudowywany, uległ zniszczeniu w 1937 podczas komunistycznych represji antybuddyjskich w Mongolii. Wznowił działalność na początku lat dziewięćdziesiątych XX wieku.
W starszej polskiej literaturze znany jako Wan Chüree (od książęcej siedziby leżącej koło klasztoru), w mongolskiej literaturze znany pod różnymi nazwami: Вангийн хүрээ, Булганы хүрээ, Ван хүрээ, Ханд чин вангийн хүрээ, Дайчин вангийн хүрээ, Лигсивдунгайлин.